# Partners (film, 1912)

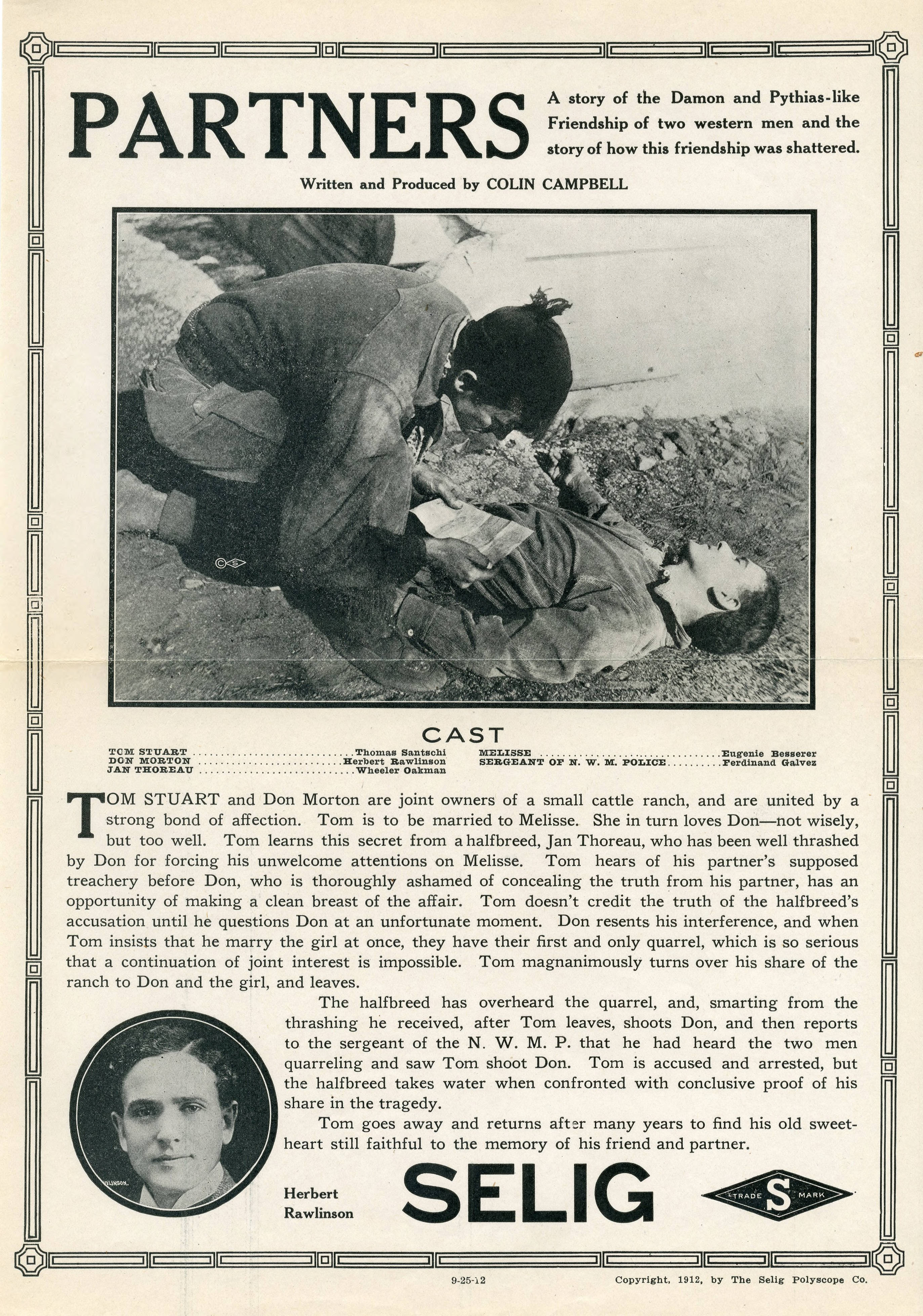
Dépliant de sortie pour le film Partners, 1912

Partners est un film muet américain réalisé par Colin Campbell et sorti en 1912.

## Fiche technique
- Réalisation : Colin Campbell
- Scénario : Colin Campbell
- Production : William Nicholas Selig
- Date de sortie : États-Unis : 25 septembre 1912

## Distribution
- Tom Santschi : Tom Stuart
- Herbert Rawlinson : Dan Morton
- Wheeler Oakman : Jan Thoureau
- Eugenie Besserer : Melisse
- Fernando Gálvez
- George Hernandez